# Amagá
Amagá este un municipiu din departamentul Antioquia, Columbia.